# Малиновская, Любовь Ивановна
Любо́вь Ива́новна Малино́вская (31 июля 1921, Оренбург — 16 мая 2009, Санкт-Петербург) — советская и российская киноактриса, народная артистка Российской Федерации (2002).

## Биография
Любовь Малиновская родилась 31 июля 1921 года в городе Оренбурге, бывшем в то время столицей Киргизской АССР.
Окончила в 1947 году Всесоюзный государственный институт кинематографии (курс Бориса Бибикова).
Блокадница, воевала на фронте во время Великой Отечественной войны, работала токарем. Играла на сцене Театра-студии киноактёра. В кино с 1955 года, снялась, с учётом небольших и эпизодических ролей, более чем в ста пятидесяти лентах. Озвучивала латышских и эстонских актёров при дублировании на русский язык фильмов Рижской киностудии и киностудии «Таллинфильм».
Дебютировала в фильме режиссёра Михаила Швейцера «Чужая родня» в роли Пелагеи, жены Мирона Иванова. Была удостоена почётных званий заслуженная артистка РСФСР (1980) и народная артистка Российской Федерации (2002).
По завершении съёмок в фильме «Цветы календулы» актриса попала под машину, получив четыре перелома.
Скончалась 16 мая 2009 года в Санкт-Петербурге. Похоронена на Северном кладбище.

## Семья
Была замужем. С супругом, на тот момент молодым инженером, познакомилась во время отпуска в Ленинграде. Выйдя замуж, переехала из Москвы к мужу. В браке родилась дочь. Есть внуки.

## Фильмография
- 1955 — Чужая родня — Пелагея
- 1956 — Медовый месяц — сварщица
- 1957 — Смерть Пазухина — Леночка Лобастова
- 1957 — На острове Дальнем… — эпизод
- 1957 — Бессмертная песня — станичница
- 1958 — Наш корреспондент — Варвара Никитина
- 1958 — Коловращение жизни — Эриэла
- 1958 — Дорогой мой человек — Нюра
- 1958 — Город зажигает огни — Елена Фёдоровна
- 1958 — Андрейка — мать Васьки
- 1959 — Поднятая целина — Хопрова
- 1959 — Шинель — мать Акакия Акакиевича
- 1959 — Ссора в Лукашах — Аксинья
- 1959 — В твоих руках жизнь — жена Анулина
- 1960 — Чужая беда
- 1960 — Человек с будущим — дворник
- 1960 — Люблю тебя, жизнь! — Анна Севастьяновна
- 1960 — Домой — Марфа
- 1960 — Дама с собачкой — дама в театре
- 1960 — Анафема — эпизод
- 1962 — Чудак-человек — Савранская
- 1962 — Мальчик с коньками — женщина в трамвае
- 1962 — Когда разводят мосты —  пассажирка
- 1962 — Если позовёт товарищ
- 1962 — Грешный ангел — Клавдия Петровна
- 1962 — Вступление — тётя Дуся
- 1963 — Город — одна улица — Григорьевна
- 1963 — Армия «Трясогузки»
- 1964 — Зайчик — Раечка
- 1964 — Жаворонок — пленная
- 1964 — Хотите — верьте, хотите — нет… — Нюся
- 1964 — Поезд милосердия — парикмахер
- 1964 — Казнены на рассвете… — прохожая
- 1965 — Похождения зубного врача
- 1965 — Иностранка — продавец мороженого
- 1965 — Авария — соседка Дроздовых
- 1966 — «Циклон» начнётся ночью — жительница карпатского села[К 1]
- 1966 — Республика ШКИД — директор женской трудколонии
- 1966 — Мальчик и девочка — жена полковника
- 1966 — Катерина Измайлова — старая каторжанка
- 1966 — Зимнее утро — врач
- 1966 — Земля отцов
- 1966 — В городе С. — Анфиса, прислуга Ионыча
- 1967 — Житие и вознесение Юрася Братчика — монахиня
- 1967 — Женя, Женечка и «катюша» — хозяйка дома
- 1967 — Война под крышами — Любовь Карповна
- 1967 — В огне брода нет — мать раненого мальчика
- 1968 — Снегурочка — Бобылиха
- 1968 — Виринея — попадья
- 1968 — В день свадьбы
- 1969 — Её имя — Весна — актриса
- 1970 — Взрывники — мать Васи Козина
- 1970 — Удивительный заклад — Фомина
- 1970 — Салют, Мария! — соседка
- 1970 — Крушение империи — эпизод
- 1970 — День да ночь
- 1970 — Африканыч — продавщица в сельпо
- 1971 — Русское поле — Антонина
- 1971 — Расскажи мне о себе — Варвара
- 1971 — Месяц август — почтальон
- 1971 — Даурия — Аграфена
- 1972 — Такая длинная, длинная дорога… — соседка
- 1972 — После ярмарки — Агата
- 1972 — Последние дни Помпеи — Нина Павловна
- 1972 — Карпухин — Постникова
- 1973 — Старые стены — Фёдоровна
- 1973 — Плохой хороший человек — Битюгова
- 1973 — Дверь без замка — женщина с земснаряда
- 1973 — Возвращённый год
- 1974 — Блокада — тётя Маша
- 1974 — Последний день зимы — Павла
- 1974 — Пламя
- 1974 — Не бойся, не отдам!
- 1974 — Ещё не вечер — Поля
- 1974 — В то далекое лето
- 1974 — Бронзовая птица — Мария Ивановна
- 1975 — Память — бабушка Маня
- 1975 — Единственная… — спекулянтка
- 1976 — Ключ без права передачи — Ольга Денисовна
- 1977 — Чёрная берёза — Алексеиха
- 1977 — Семейные обстоятельства — бабушка
- 1977 — Ждите меня, острова! — прохожая
- 1977 — Беда — Анна Степановна
- 1978 — Уходя — уходи — тётя Поля
- 1978 — Кавказская повесть — мать казака Лукашки
- 1979 — Путешествие в другой город — администратор гостиницы
- 1979 — Приключения принца Флоризеля — англичанка на корабле
- 1979 — Вторая весна — возница
- 1979 — В моей смерти прошу винить Клаву К. — Неонила Николаевна
- 1979 — Бабушкин внук — Алевтина
- 1980 — Мы смерти смотрели в лицо — тётя Валя (озвучила Вера Титова)
- 1981 — Товарищ Иннокентий
- 1981 — Прощание — Лиза
- 1981 — Наше призвание — инспектор губоно
- 1981 — Грибной дождь — Пушкарёва
- 1982 — Таможня — соседка Делькова
- 1982 — Варварин день — Васса
- 1983 — Я тебя никогда не забуду — Кропотова
- 1983 — Торпедоносцы — Серафима
- 1983 — Пацаны
- 1983 — Магия чёрная и белая — смотрительница
- 1984 — Жил-был доктор... — Анна Матвеевна
- 1984 — Милый, дорогой, любимый, единственный…
- 1984 — Идущий следом — тётя Панечка
- 1985 — Человек с аккордеоном — тётя Феня
- 1986 — Я — вожатый форпоста — инспектор губоно
- 1987 — Везучий человек — баба Кланя
- 1987 — Белое проклятье — Анна Фёдоровна
- 1987 — Джек Восьмёркин — «американец» — Пелагея, мать Якова
- 1988 — Презумпция невиновности — Недялкова
- 1989 — Убегающий август — мать Бориса
- 1989 — Кончина — Груня
- 1989 — Бродячий автобус — Валя
- 1989 — А был ли Каротин? — Ксения Степановна
- 1990 — Новая Шахерезада
- 1990 — Внимание: Ведьмы! — Рогова
- 1991 — Пьющие кровь — гостья в доме генеральши Сугробиной
- 1996 — Возвращение «Броненосца» — Ксения
- 1998 — Цветы календулы — Инесса Иосифовна Протасова (озвучила Татьяна Пилецкая)
- 2010 — Око за око — нянька Пелагея